# Wini Shaw
Wini Shaw (San Francisco (California), 25 de febrero de 1907-Nueva York, 2 de mayo de 1982) fue una actriz estadounidense, bailarina y cantante. Es especialmente famosa por haber interpretado la canción Lullaby of Broadway en la película de 1935 Gold Diggers of 1935, canción compuesta por Harry Warren con letra de Al Dubin, que ganó el premio Óscar a la mejor canción original de dicho año.